# Ever Hugo Almeida
Ever Hugo Almeida   (Salto, 1 de juliol de 1948) fou un futbolista paraguaià, uruguaià de naixement, de les dècades de 1970 i 1980 i entrenador.
Fou 22 cops internacional amb la selecció del Paraguai. Pel que fa a clubs, defensà els colors de C.A. Cerro de Montevideo, Club Guaraní i Olimpia.
Trajectòria com a entrenador:
- 1992: Nacional
- 1993: Olimpia
- 1996: Sportivo Luqueño
- 1997-1998: Sol de América
- 1999:  Paraguai
- 2000: Sol de América
- 2001-2004: Municipal
- 2004-2007: El Nacional
- 2008: Barcelona SC
- 2008-2009: Olimpia
- 2009-2010: Nacional
- 2010-2013:  Guatemala
- 2013-2014: Olimpia
- 2015-2017: Libertad
- 2017: Olimpia
- 2017: Municipal